# Corcelles, Bern
Corcelles là một đô thị ở huyện Moutier ở bang Bern ở Thụy Sĩ. Đô thị này có diện tích 6,78 km², dân số năm 2005 là 223 người. Đô thị này nằm ở khu vực nói tiếng PhápBernese Jura (Jura Bernois).

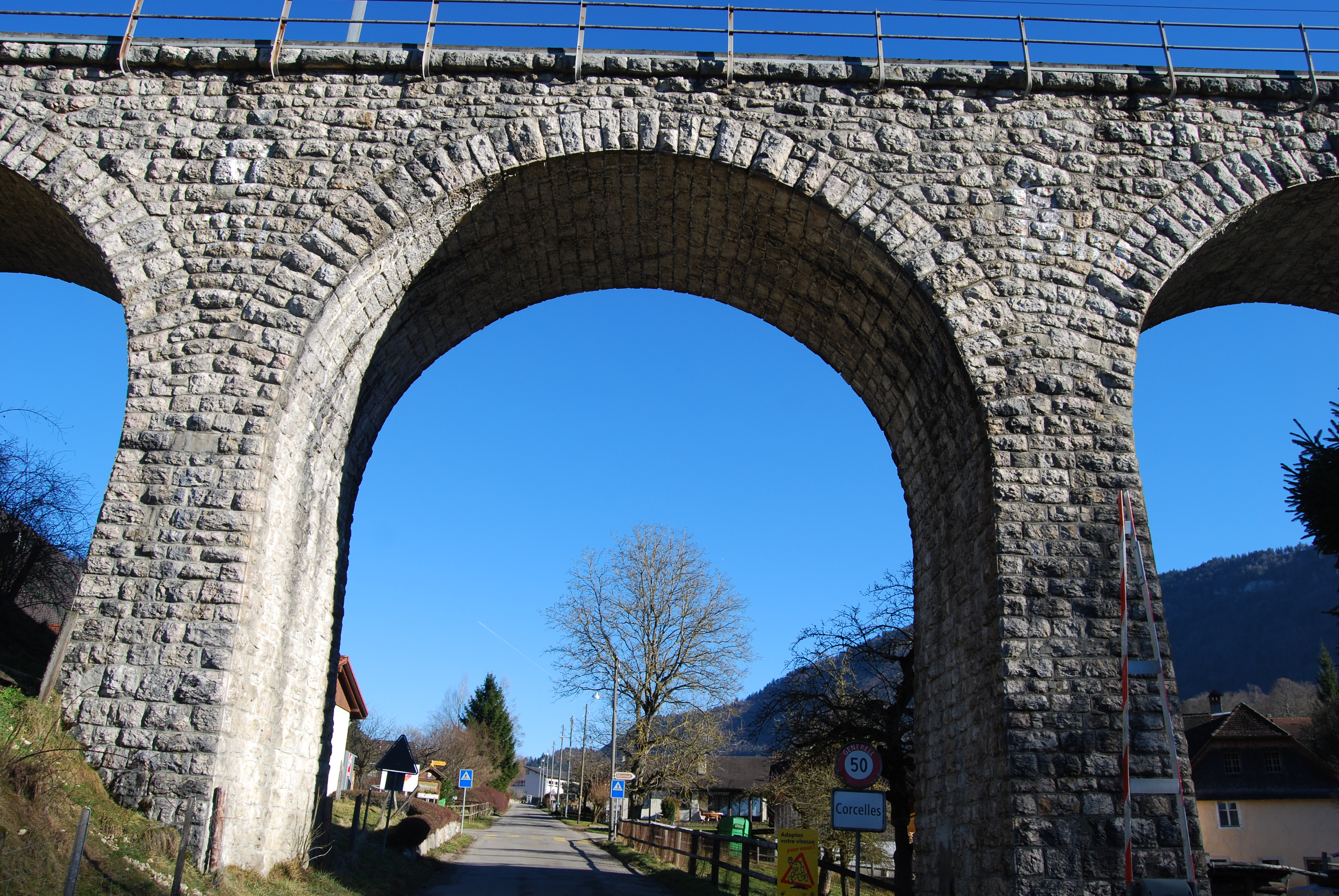
Corcelles